# Borstbeeld van Jules Sedney
Het borstbeeld van Jules Sedney, ook wel de kop van Jules Sedney, is een bronzen beeld bij de ingang van de Jules Sedney Haven, bij de onthulling op 12 november 2013 nog Nieuwe Haven geheten. De haven werd in 2016 naar hem vernoemd.
Oud-premier Jules Sedney (1922-2020) was aanwezig bij de onthulling van zijn beeld. Hij reageerde dat hij de onthulling ontroerend vond. "Het is allemaal dus niet voor niets geweest, ik ben blij met de waardering," zei hij, en "We hebben allemaal behoefte aan een klop op de schouder." Hij speelde tijdens zijn regering (1969-1973) een grote rol bij de totstandkoming van de haven om de economie te stimuleren.
Het beeld werd gemaakt door de Surinaamse kunstenaar Jules Brand-Flu. Bij de onthulling was er kritiek omdat er volgens sommigen onvoldoende gelijkenis zou zijn geweest.